# Pilkington Glass Championships 1989
Pilkington Glass Championships 1989 — жіночий тенісний турнір, що проходив на кортах з трав'яним покриттям Devonshire Park Lawn Tennis Club в Істборні (Англія). Належав до турнірів 5-ї категорії в рамках Туру WTA 1989. Відбувсь уп'ятнадцяте і тривав з 19 червня до 25 червня 1989 року. Перша сіяна Мартіна Навратілова здобула титул в одиночному розряді.

## Фінальна частина

### Одиночний розряд
Мартіна Навратілова —  Раффаелла Реджі 7–6(7–2), 6–2
- Для Навратілової це був 4-й титул в одиночному розряді за сезон і 142-й — за кар'єру.[1]

### Парний розряд
Катріна Адамс /  Зіна Гаррісон —  Яна Новотна /  Гелена Сукова 6–3 (Novotná and Suková знялася)
- Для Адамс це був п'ятий титул в парному розряді за сезон і дев'ятий - за кар'єру.[2] Для Гаррісон це був третій титул в парному розряді за сезон and the twelfth of her career.[3]